# 小行星7961
小行星7961（7961 Ercolepoli）是一颗绕太阳运转的小行星，为主小行星带小行星。该小行星于1994年10月10日发现。

## 轨道参数
小行星7961的轨道半长轴为2.1807735 UA，离心率为0.19。